# 拉穆西
拉穆西（法語：Ramousies，法語發音：[ʁamuzi]）是法国上法兰西大区北部省的一个市镇，位于该省东部，属于埃尔普河畔阿韦讷区。

## 地理
拉穆西（50°7'1"N, 4°2'23"E）面积9.6 平方千米，位于法国上法蘭西大區北部省，该省份为法国最北部的省份及最长的省份，西北濒北海，西接加来海峡省，南至埃纳省和索姆省，东与比利时接壤。
与拉穆西接壤的市镇（或旧市镇、城区）包括：费勒里、塞姆里、列西、桑迪诺尔。

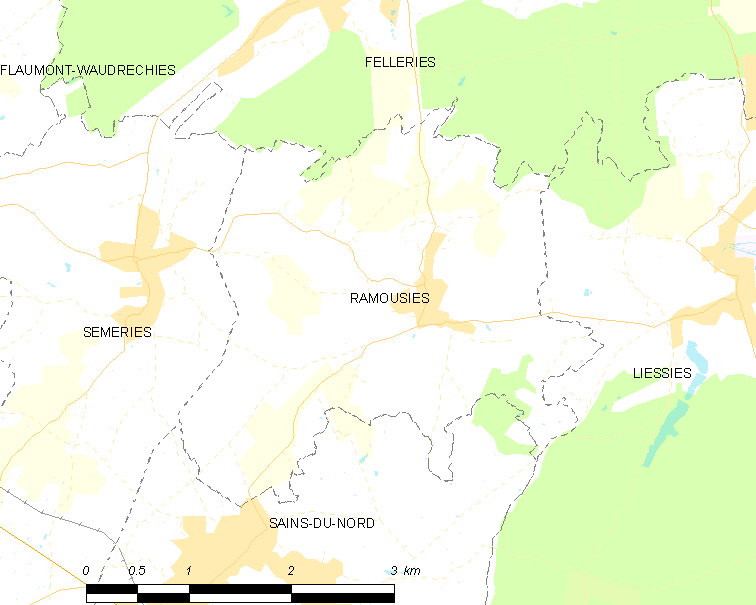
拉穆西的OSM定位图

拉穆西的时区为UTC+01:00、UTC+02:00（夏令时）。

## 行政
拉穆西的邮政编码为59177，INSEE市镇编码为59493。

## 政治
拉穆西所属的省级选区为富尔米县。

## 人口

1962-2008年间拉穆西人口变化图示

拉穆西于2022年1月1日时的人口数量为224人。